# The Lair
The Lair – amerykański serial telewizyjny o tematyce LGBT, którego bohaterami jest grupa wampirów-gejów. Serial, podzielony na trzy sezony, emitowała od czerwca 2007 do grudnia 2009 roku stacja here!. Jest on spin offem innej serii LGBT: Hotelu Dantego. Na razie nie jest wiadome, czy here! wyemituje serię czwartą oraz czy takowa powstanie.

## Zarys fabularny
The Lair to prywatny klub gejowski, prowadzony przez wampiry, które używają go jako źródło atrakcyjnych i młodych mężczyzn, którymi będą mogli się pożywić. Thom, dziennikarz lokalnej gazety, zaczyna się interesować sprawą tajemniczych ciał znajdywanych w okolicy, całkowicie pozbawionych krwi. Trop śledztwa prowadzi do klubu "The Lair". Tym samym Thom naraża siebie i swego chłopaka Jonathana na wściekłość ze strony Damiana – przywódcy wampirów.

## Nawiązania do "Hotelu Dantego"
- Akcja serialu The Lair toczy się w tym samym fikcyjnym miejscu, co akcja innej produkcji LGBT stacji here!: Hotel Dante.
- Aktor Dylan Vox wystąpił w obydwu serialach, i w obu wcielił się w postać, imieniem Colin – stwarza to pewne podejrzenia, jakoby seriale łączył wspólny bohater, jednak tak nie jest, ponieważ – wierząc dialogowi Voksa w serialu – Colin, bohater The Lair, jest wampirem od wielu lat, a najprawdopodobniej i wieków.
- Jeden z członków obsady, Peter Stickles, zdradził, że jako spin off Hotelu Dantego, pierwotny tytuł serialu brzmiał Dante's Lair.

## Obsada
| Postać                        | Aktor             |
| ----------------------------- | ----------------- |
| Damian (sezon 1)              | Peter Stickles    |
| Thom Etherton (sezon 1)       | David Moretti     |
| Colin (sezon 1)               | Dylan Vox         |
| Laura Rivers (sezon 1)        | Beverly Lynne     |
| Frankie (sezon 1)             | Brian Nolan       |
| Jonathan (sezon 1)            | Jesse Cutlip      |
| szeryf Trout (sezon 1-)       | Colton Ford       |
| Jimmy (sezon 1)               | Evan Stone        |
| Eric (sezon 1)                | Michael Von Steel |
| doktor Belmont (sezon 1)      | Arthur Roberts    |
| doktor Cooper (sezon 1)       | Ted Newsom        |
| Jonathan (sezon 2)            | Ethan Reynolds    |
| Tim (sezon 2)                 | Frankie Valenti   |
| Ian (sezon 2)                 | Matty Ferraro     |
| doktor Jake Waldman (sezon 2) | Matthew King      |